# Bogyórágó molyfélék
A bogyórágó molyfélék (Carposinidae) a valódi lepkék (Glossata) alrendjébe tartozó Heteroneura alrendág Copromorphoidea öregcsaládjának egyik családja több mint 40 nemmel.

## Elterjedésük, élőhelyük
Képviselőikkel főleg az ausztrál-ázsiai területen és a Csendes-óceán szigetein találkozhatunk. Európában a névadó bogyórágó moly (Carposina) nem hét faja él.

## Életmódjuk
Hernyóik termésekben, gubacsokban, hajtásokban élnek. Néhány faj hernyója a tápnövény leveleiben
aknázik.

## Rendszertani felosztásuk
A családot negyvennégy nemre bontják, de a nemek többségébe csak egy-egy fajt sorolnak:
- Actenoptila
- Alexotypa
- Anomoeosis
- Archostola
- Asiacarposina
- Atoposea
- Autogriphus
- Blipta
- Bondia
- Camacostoma
- Campylarchis
- bogyórágó moly (Carposina)
  - közönséges csipkebogyómoly (Carposina scirrhosella Herrich-Schäffer, 1853)
- Commatarcha
- Coscinoptycha
- Ctenarchis
- Delarchis
- Desiarchis
- Dipremna
- Enopa
- Epicopistis
- Epipremna
- Glaphyrarcha
- Heterocrossa
- Heterogymna
- Hypopremna
- Hystrichomorpha
- Meridarchis
- Mesodica
- Metacosmesis
- Metrogenes
- Nosphidia
- Oistophora
- Paramorpha
- Peragrarchis
- Peritrichocera
- Picrorrhyncha
- Propedesis
- Scopalostoma
- Sosineura
- Spartoneura
- Tesuquea
- Trepsitypa
- Tribonica
- Xyloides

## Magyarországi fajaik
Hazánkban a bogyórágó moly (Carposina (Herrich-Schäffer, 1853) nem két faja él:
- - közönséges csipkebogyómoly (Carposina scirrhosella Herrich-Schäffer, 1853) — Magyarországon közönséges (Buschmann, 2003; Mészáros, 2005; Pastorális, 2011; Pastorális & Szeőke, 2011);
  - borbolyamoly (Carposina berberidella Herrich-Schäffer, 1854) — Magyarországon többfelé előfordul (Pastorális, 2011; Pastorális & Szeőke, 2011).